# Marmeleiros
Marmeleiros bezeichnet eine archäologische Fundstelle in der Gemeinde Quarteira an der südportugiesischen Algarveküste, ca. 16 km nordwestlich von Faro.
Es handelt sich um eine vermutlich primär auf Fischerei ausgerichtete Siedlung, welche in zwei Bauphasen vom Ende des 1. Jahrhunderts v. Chr. bis mindestens zum Ende des 1. Jahrhunderts n. Chr. bestand. Keramikfunde aus dieser letzten Phase bilden den frühstmöglichen Zeitpunkt (Terminus post quem) der Aufgabe des Platzes.
Mit bislang nur vier archäologisch erfassten, an einem Hof anschließenden Räumen kann sie als eines der frühkaiserzeitlichen Beispiele ländlicher Hofanlagen in der antiken Provinz Lusitanien gelten. Benachteiligt durch die Lage am Ende einer tiefen, langsam verlandenden Lagune, litt die Anlage allerdings stark unter der schlechter werdenden Anbindung ans Meer, weshalb ihr mittelfristig die wirtschaftliche Grundlage abhanden ging.
Am südöstlichen Ende der Lagune liegen dieser Fundstelle die Ruinen von Cerro da Vila gegenüber.